# Jaunpass
Der Jaunpass verbindet das freiburgische Greyerzerland mit dem Simmental im Berner Oberland. Er befindet sich zwischen den Orten Broc und Reidenbach (Gemeinde Boltigen) und führt durch Jaun, der einzigen deutschsprachigen Gemeinde im Greyerzerland. Die Passhöhe liegt auf 1508 m im Gemeindegebiet von Boltigen.

## Geschichte
Nach dem Deutsch-Französischen Krieg wurde aus strategischen Gründen, um die wichtigen militärischen Zentren Bulle und Thun zu verbinden, der Bau einer Militärstrasse beschlossen, die schliesslich 1878 fertiggestellt wurde. 1941 wurde auf dem Pass das Artilleriewerk Jaunpass errichtet.
Heute steht mit einem Restaurant auf der Passhöhe und Wintersportanlagen die touristische Nutzung im Vordergrund.

## Weblinks

Aussicht oberhalb Boltigen Jaunpassstrasse und das Simmental